# メチルマロン酸
メチルマロン酸（メチルマロンさん、英: Methylmalonic acid）は、中央のCにメチル基が付加したマロン酸の誘導体であるジカルボン酸である。
メチルマロン酸に結合したCoAであるメチルマロニルCoAは、メチルマロニルCoAムターゼによりスクシニルCoAに変化する。この反応でビタミンB12が補因子として必要とされる。このようにしてメチルマロン酸はクレブス回路（クエン酸回路）に入り、補充反応の一端を担うことになる。

## 代謝

メチルマロン酸が副産物として生成されるプロピオン酸塩代謝経路

哺乳動物では、プロピオン酸とCoAが結び付いたプロピオニルCoAは、ビオチン依存性酵素であるプロピオニルCoAカルボキシラーゼによってD-メチルマロニルCoAに変換される。この酵素反応では炭酸水素イオンとATPを要する。この生成物はさらにメチルマロニルCoAエピメラーゼによってL-メチルマロニルCoAに変換される。L-メチルマロニルCoAは、メチルマロニルCoAムターゼによってクエン酸回路で代謝されるスクシニルCoAに変換されるが、この酵素は炭素-炭素結合の移動を触媒するためのコバラミン（ビタミンB12）を要する。
メチルマロニルCoAムターゼの欠如は、メチルマロン酸の蓄積をもたらし血液のpHが低下するメチルマロン酸血症（Methylmalonic acidemia）を引き起こす。
プロピオニルCoAは、イソロイシン、バリン、スレオニン、メチオニン、チミン、コレステロールや奇数鎖脂肪酸の代謝と消化により形作られる。
アミノ酸からプロピオン酸への代謝分解については、アミノ酸の代謝分解を参照のこと。
奇数鎖脂肪酸からプロピオン酸への代謝分解については、β酸化を参照のこと。

## 臨床的関連性

### ビタミンB12欠乏症
メチルマロン酸の濃度の増加は、メチルマロニルCoAムターゼの欠損またはビタミンB12欠乏症である可能性がある。しかし、原因を特定しない場合には微妙なものがある。ビタミンB12欠乏症患者の90–98 %は、メチルマロン酸の濃度が増加する。この試験は大変微妙なものがあり、70歳を超える被験者の20–25 %はメチルマロン酸の濃度が増加するが、それらの25–33 %はビタミンB12欠乏症ではない。この理由により高齢者にはメチルマロン酸濃度での判定は勧められない。

### 代謝性疾患
超過分の有所見者は、メチルマロン酸血症と関連している。
メチルマロン酸値の上昇にマロン酸値の上昇が伴う場合、代謝性疾患であるマロン酸およびメチルマロン酸尿合併症(CMAMMA）の可能性があります。血漿中のマロン酸／メチルマロン酸比を計算することにより、CMAMMAは古典的なメチルマロン酸血症と区別することができる。

## 測定
メチルマロン酸の血中濃度は、ガスクロマトグラフィー質量分析法で測定され、健康体でのメチルマロン酸の基準値は73-271 nmol/Lである。